# Ford Prefect

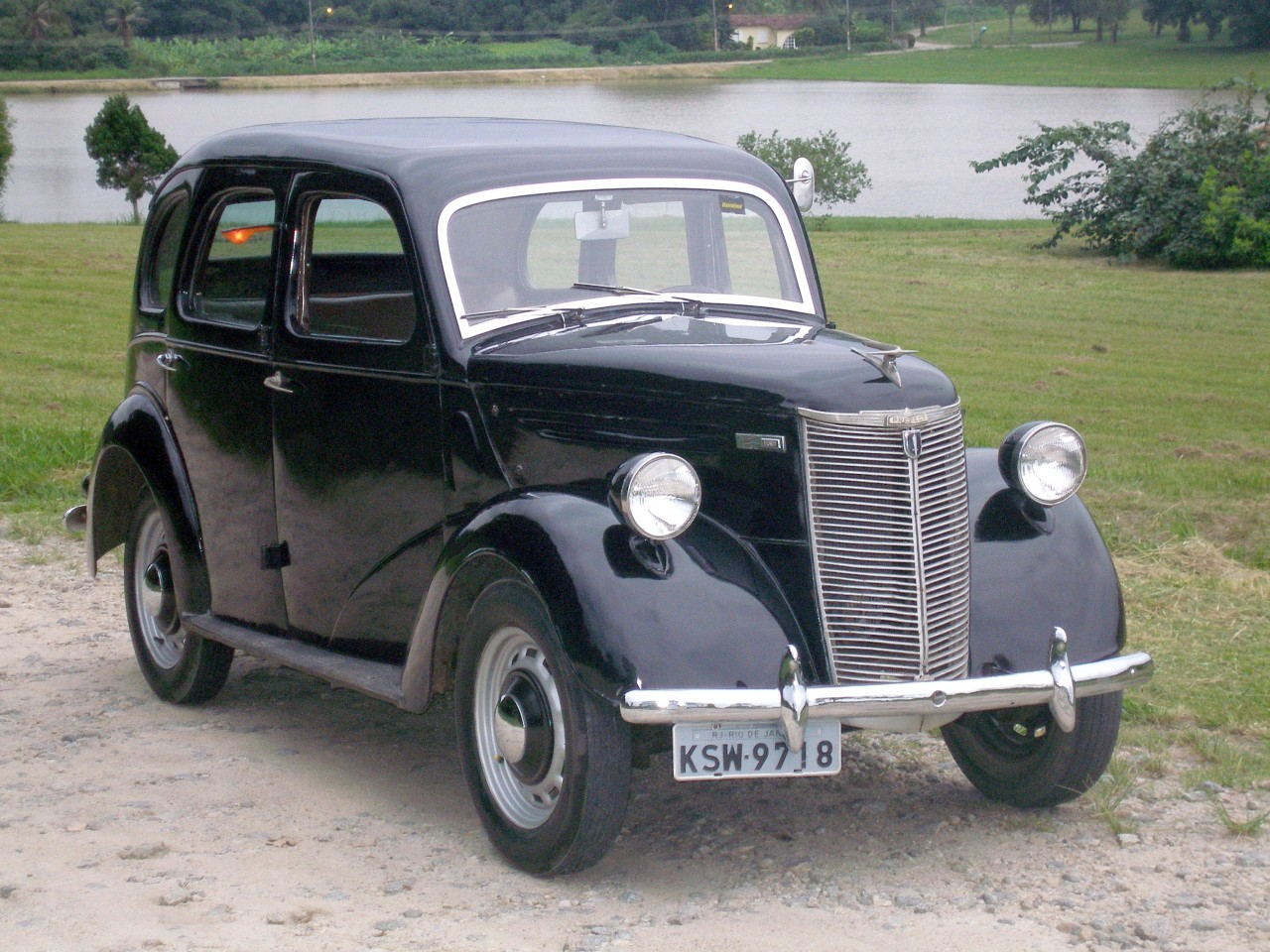
Ford Prefect E93A (1938–49)

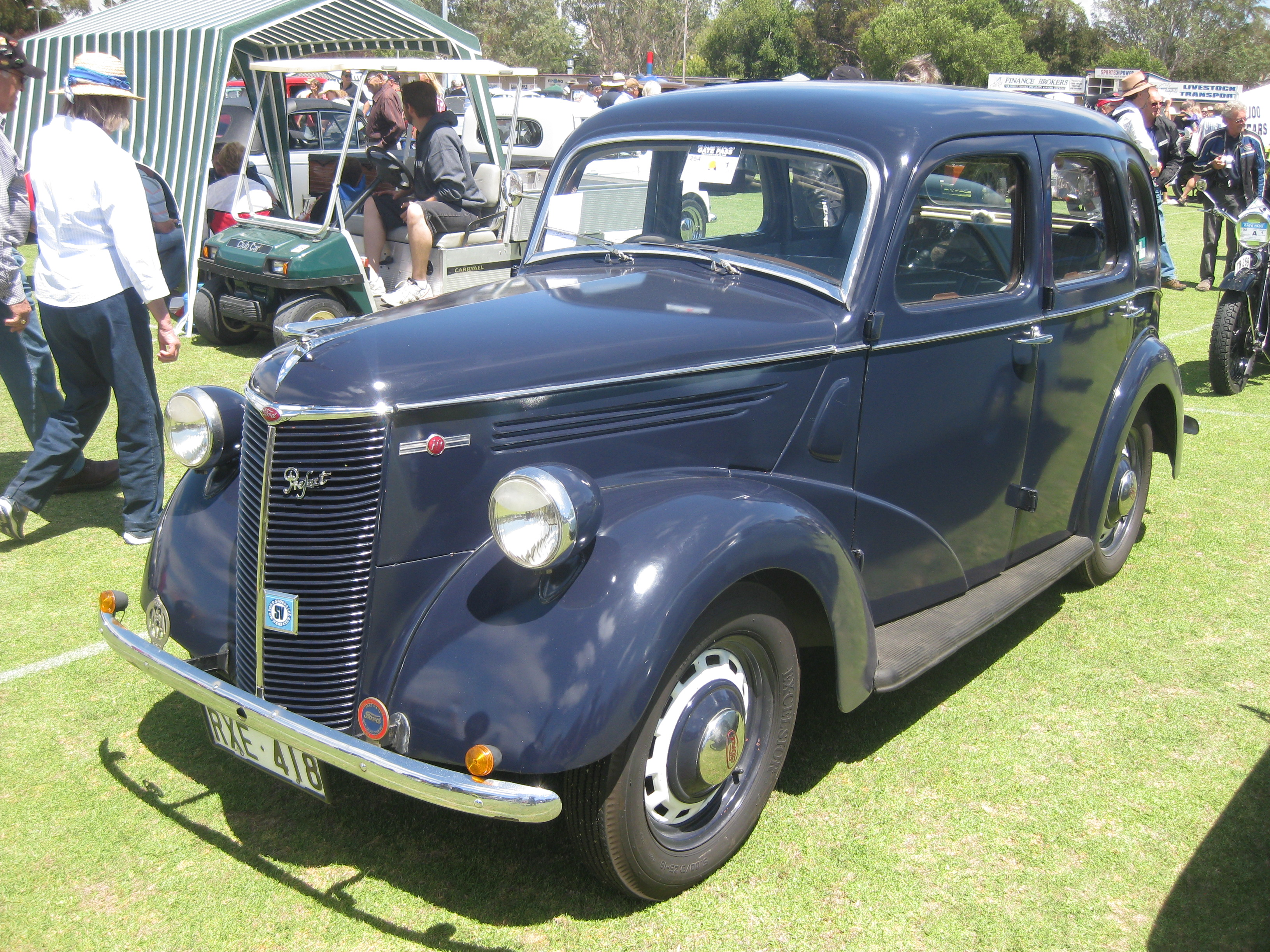
Ford Prefect E03A (Австралія: 1939–45)

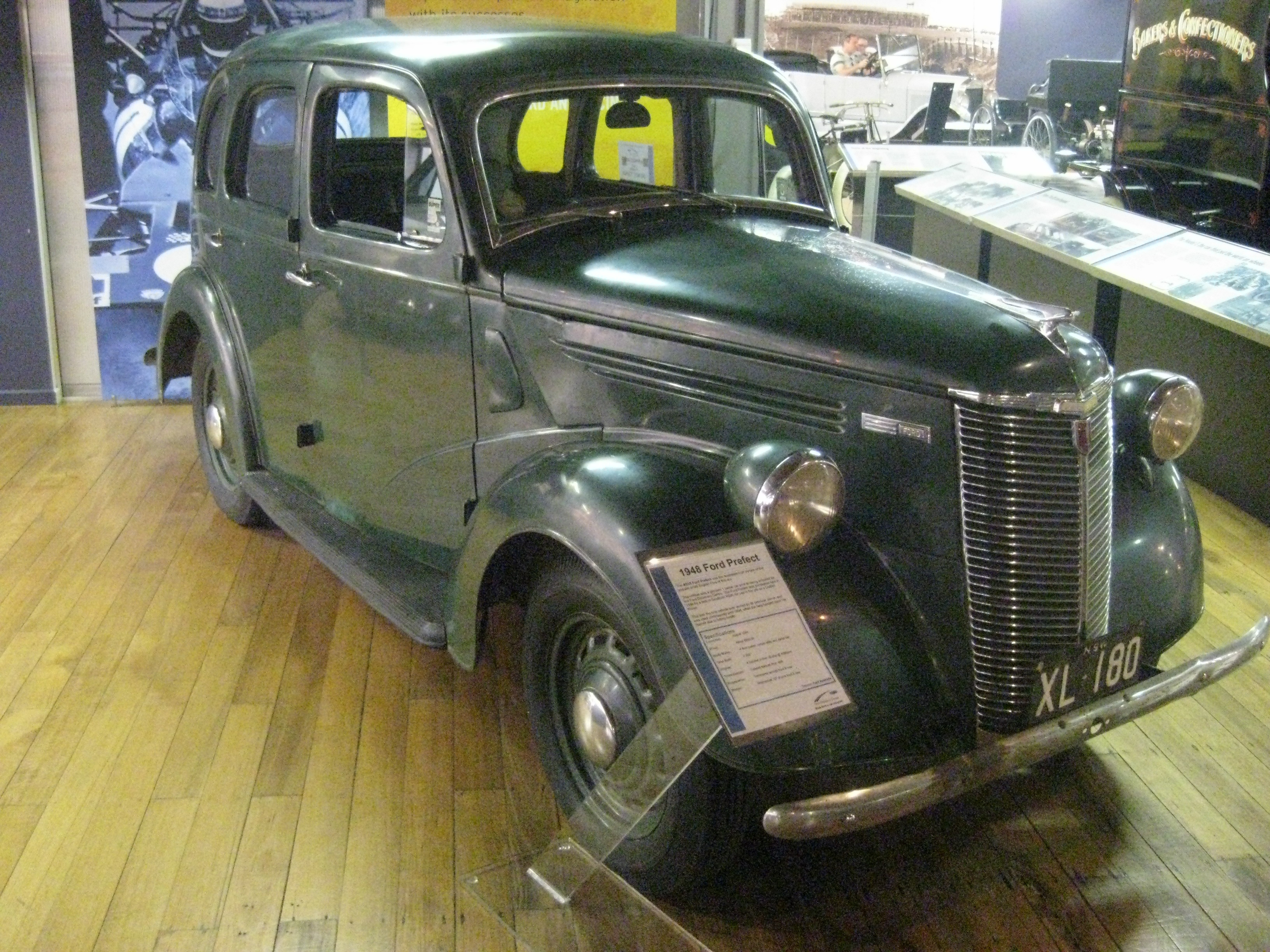
Ford Prefect A53A (Австралія: 1946–48)

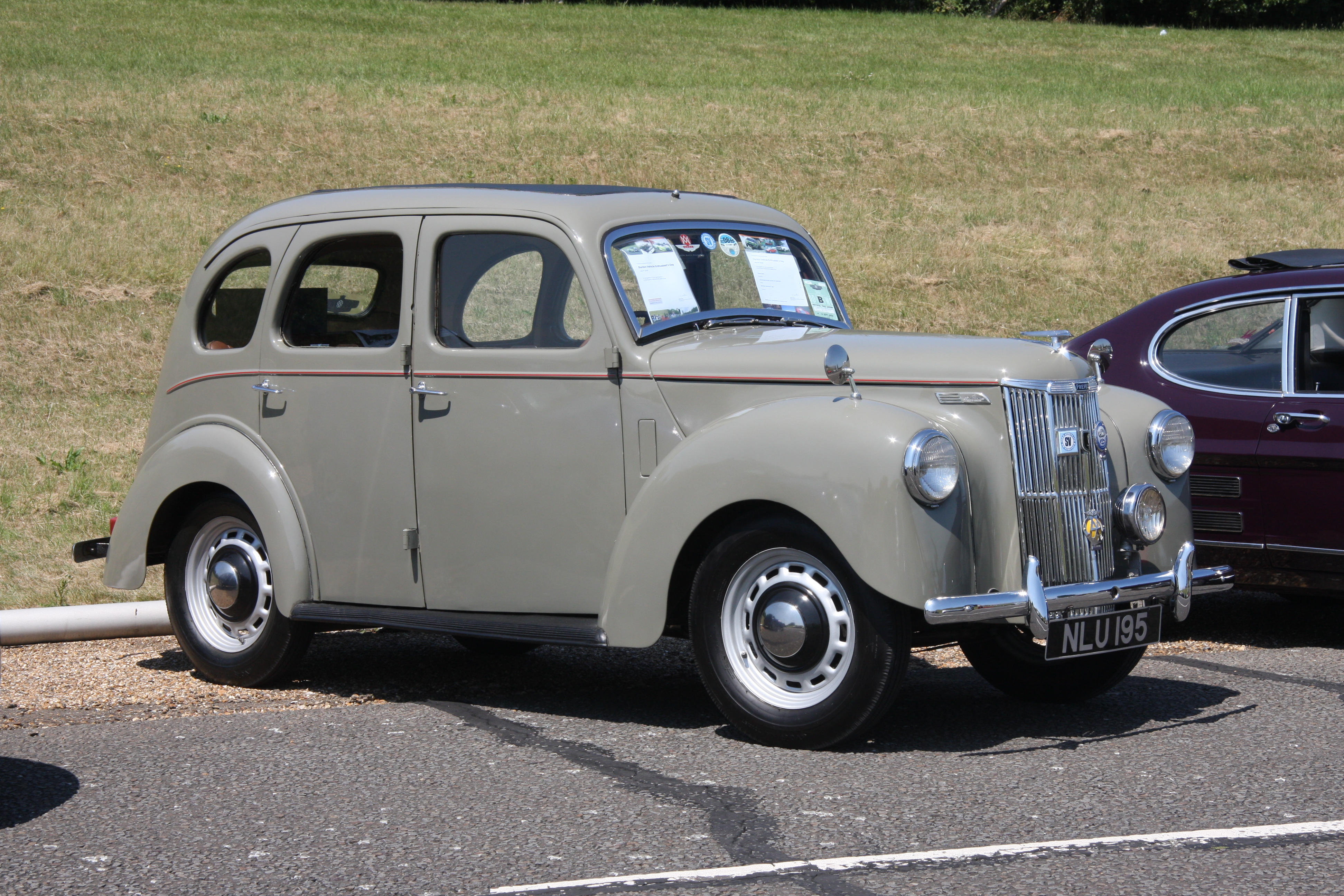
Ford Prefect E493A (1949–53)

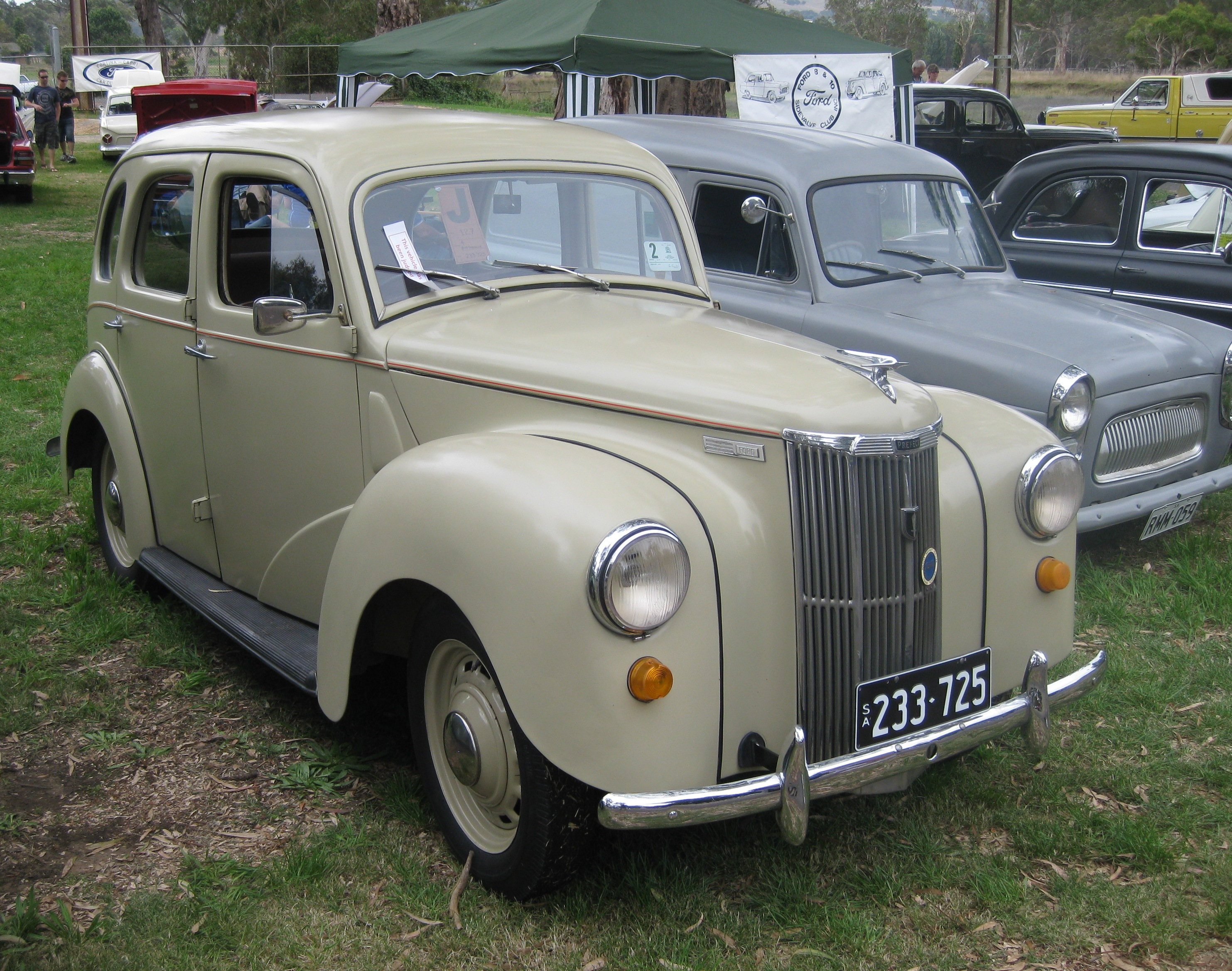
Ford Prefect A493A (Австралія: 1949-1953)

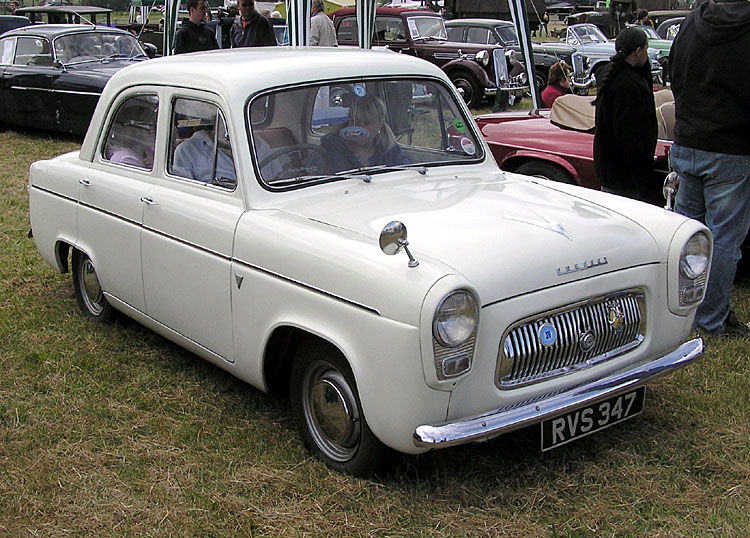
Ford Prefect 100E (1953–59)

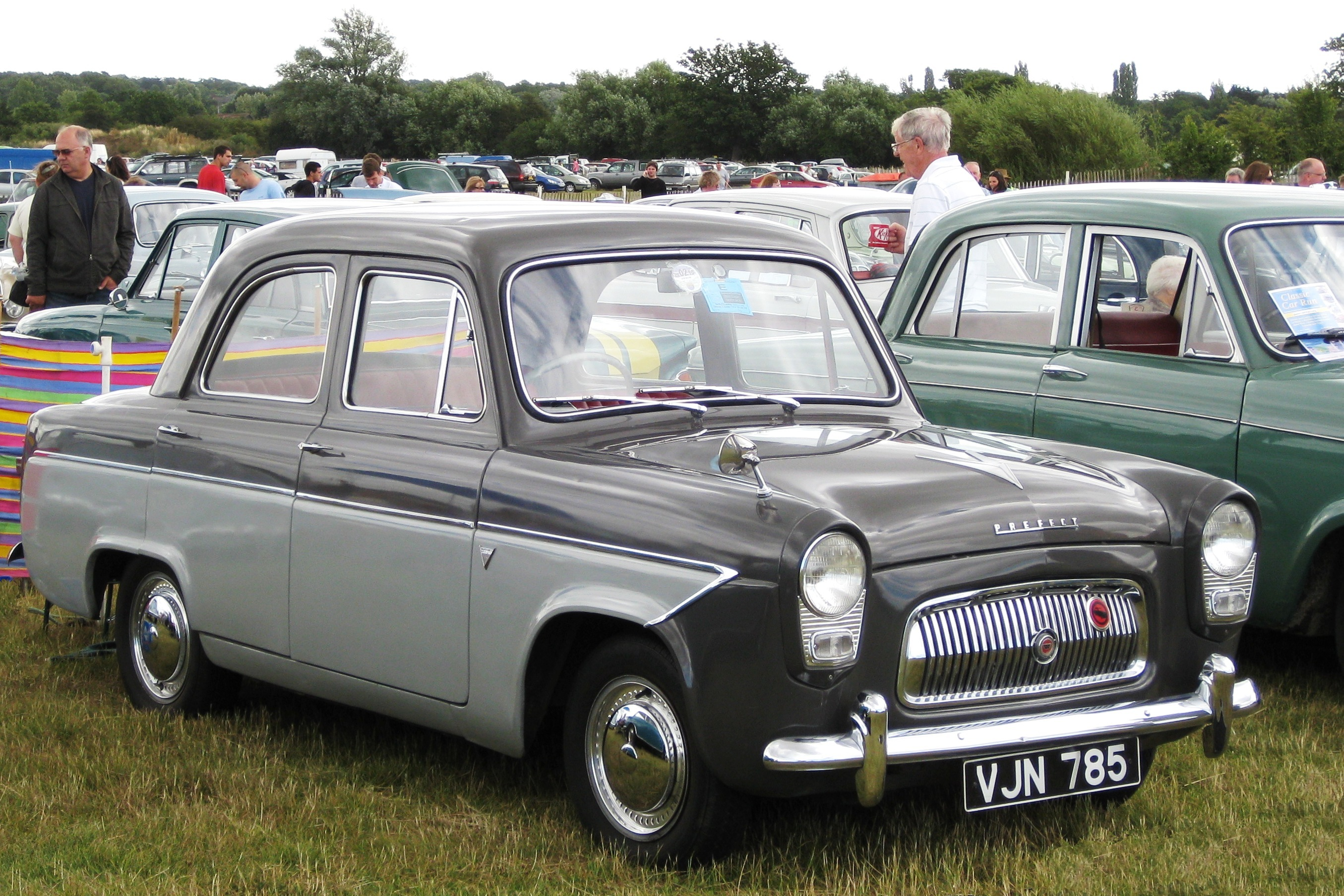
Ford Prefect 107E (1959–61)

Ford Prefect (укр. Форд Префект) являє собою лінію британських автомобілів, що вироблялися британським підрозділом компанії Ford Motor, і є  більш престижними версіями Ford Popular і Ford Anglia. Ford Prefect був введений в жовтні 1938 року на заводі в Есексі і залишався у виробництві до 1941 року; пізніше знову повертаються на ринок в 1945 році і виготовлявся до 1961 року. Автомобіль істотно змінився у 1953 році, перейшовши від двохоб'ємного до трьохоб'ємного кузова.
Як і Popular і Anglia, машина стала популярною основою для хотродів особливо у Великій Британії.